# Aladino (Gerusalemme liberata)
Aladino è nella Gerusalemme Liberata il re musulmano di Gerusalemme e dunque il massimo antagonista dei cristiani. In realtà egli ha un carattere non particolarmente forte, che Tasso nel poema più di una volta fa rilevare: Aladino essenzialmente subisce l'influsso negativo del mago Ismeno, un vegliardo. Si batterà tuttavia eroicamente durante la conquista di Gerusalemme da parte dei crociati, venendo infine ucciso da Raimondo IV di Tolosa.